# Virginia Slims of New England 1987
Il Virginia Slims of New England 1987 è stato un torneo di tennis giocato sul sintetico indoor. È stata la 3ª edizione del torneo, che fa parte del Virginia Slims World Championship Series 1987. Si è giocato a Worcester negli USA dal 2 all'8 novembre 1987.

## Campionesse

### Singolare
Pam Shriver ha battuto in finale  Chris Evert con il punteggio di 6–4, 4–6, 6–0

### Doppio
Elise Burgin /  Rosalyn Fairbank hanno battuto in finale  Bettina Bunge /  Eva Pfaff con il punteggio di 6–4, 6–4